# Гуркі (Піньчовський повіт)
Гуркі (пол. Górki) — село в Польщі, у гміні Кіє Піньчовського повіту Свентокшиського воєводства.
Населення — 214 осіб (2011).
У 1975-1998 роках село належало до Келецького воєводства.

## Демографія
Демографічна структура на день 31 березня 2011 року:
|          | Загалом | Допрацездатний вік | Працездатний вік | Постпрацездатний вік |
| -------- | ------- | ------------------ | ---------------- | -------------------- |
| Чоловіки | 116     | 29                 | 80               | 7                    |
| Жінки    | 98      | 18                 | 62               | 18                   |
| Разом    | 214     | 47                 | 142              | 25                   |